# 彦佐と太助 俺は天下の御意見番
『彦佐と太助 俺は天下の御意見番』（ひこさとたすけ おれはてんかのごいけんばん）は、1955年3月13日に公開された日本映画。製作は東映京都撮影所。配給は東映。モノクロ、スタンダード。

## スタッフ
- 製作：大川博
- 企画：坂巻辰男
- 脚本：西条照太郎
- 音楽：白木義信
- 撮影：杉田正二
- 美術：吉村晟
- 録音：石原貞光
- 照明：和多田弘
- 監督：内出好吉

## キャスト
- 大久保彦左衛門：月形龍之介
- 一心太助：片岡栄二郎
- お千代：長谷川裕見子
- 将軍家光：沢田清
- 中根三之丞（三吉）：山手弘
- 魚屋寅公：時田一男
- 笹尾喜内：杉狂児
- 川勝丹波守：澤村國太郎
- 伊藤軍兵衛：青柳竜太郎
- 水野十郎左衛門：河部五郎
- 近藤登之助：中野市女蔵
- 兼松又四郎：堀正夫
- 佐久弥七郎：大丸巌
- 小姓吉弥：高山深雪
- 下女お金：赤木春恵
- 上総屋四郎兵衛：矢奈木邦二郎
- 中根源次郎：楠本健二
- 海野六郎：加藤正男